# Rosl Moser
Rosl Moser (* 8. Jänner 1930 in Maglern, Kärnten) ist eine ehemalige österreichische Politikerin (SPÖ) und Landesbedienstete. Moser war von 1983 bis 1988 aus dem Bundesland Kärnten entsandtes Mitglied des österreichischen Bundesrats.

## Beruflicher Werdegang
Rosl Moser wurde am 8. Jänner 1930 im Ortsteil Maglern der Kärntner Gemeinde Arnoldstein geboren. Nach dem Besuch von Volks- und Hauptschule erlernte Moser den Beruf der Schneiderin und besuchte parallel dazu die Berufsschule. Ab 1948 war sie zunächst als Näherin und Weberin tätig, ehe sie von 1952 bis 1955 ausschließlich Hausfrau war. 1955 nahm sie die Berufstätigkeit als Weberin wieder auf und wechselte sieben Jahre später, im Jahr 1962 in eine Bürotätigkeit als Expeditleiterin. Im Jahr 1973 trat Rosl Moser schließlich in den Landesdienst beim Land Kärnten ein und wurde dort in der Folge im Rechnungsfachdienst eingesetzt.

## Politische Karriere
Rosl Moser engagierte sich schon früh in der innerbetrieblichen Arbeitnehmervertretung. So war sie von 1957 bis 1959 erstmals gewähltes Mitglied des Betriebsrats, dessen Vorsitzende sie ab 1959 auch war. 1964 wurde sie zur Vorsitzenden-Stellvertreterin der Gewerkschaft Textil-Bekleidung-Leder im Bundesland Kärnten gewählt, 1966 zur Vorsitzenden-Stellvertreterin des Landesfrauenreferats des ÖGB Kärnten. 1971 wurde Moser Vorsitzende des Landesfrauenreferates des ÖGB Kärnten und zeitgleich auch Mitglied der Landesexekutive und des Präsidiums des ÖGB Kärnten. 
Von 1964 bis 1973 war Rosl Moser zudem als gewählte Kammerrätin in der Kammer für Arbeiter und Angestellte für Kärnten tätig. 1977 wurde sie zum Mitglied des Vorstandes des Verwaltungsausschusses und der Hauptversammlung der Kärntner Gebietskrankenkasse gewählt. Mit 1. Juni 1983 wurde Rosl Moser durch den Kärntner Landtag als Mitglied des Bundesrats nach Wien entsandt. Sie führte diese Funktion in der Länderkammer des österreichischen Parlaments in weiterer Folge bis zum 28. September 1988 aus.